# Fedor den Hertog
Fedor Iwan den Hertog, né le 20 avril 1946 à Utrecht et mort le 12 février 2011, est un coureur cycliste néerlandais.
Fedor den Hertog est sociétaire au club cycliste local de De IJsselstreek Wezep. Professionnel de 1974 à 1981, cet athlète de 1,84 m et de 74 kg en 1978, a notamment été Champion olympique du contre-la-montre par équipes à Mexico en 1968 avec Jan Krekels, René Pijnen et Joop Zoetemelk, et Champion des Pays-Bas sur route.
Il a également remporté la 10e étape du Tour de France 1977 et une étape du Tour d'Espagne 1977.
C'était un rouleur, adepte des longues échappées solitaires.
Son frère Nidi a également été professionnel de 1974 à 1980.

## Palmarès

### Palmarès amateur
- 1966
  -  Champion des Pays-Bas militaires
  -  Champion des Pays-Bas des clubs
- 1967
  - 2e et 8eb (contre-la-montre) étapes du Tour de Belgique amateurs
  - 1re et 3ea (contre-la-montre) étapes du Tour d'Autriche
  - 3e étape du Tour de l'Avenir (contre-la-montre)
  - 3e du Tour de Belgique amateurs
  - 3e du Tour d'Autriche
  - 5e du Tour de l'Avenir
- 1968
  -  Champion olympique du contre-la-montre par équipes (avec Jan Krekels, René Pijnen, Joop Zoetemelk)
  -  Champion des Pays-Bas sur route amateurs
  -  Champion des Pays-Bas de poursuite amateurs
  - Circuit des Mines :
    - Classement général
    - 5e et 6eb (contre-la-montre) étapes
- 1969
  -  Champion des Pays-Bas des clubs
  - Tour de Belgique amateurs :
    - Classement général
    - 1re et 8ea (contre-la-montre) étapes

  - Milk Race :
    - Classement général
    - 4e et 9e étapes

  - Tour de Rhénanie-Palatinat :
    - Classement général
    - 1re, 2e, 3e, 4e, 5e, 6e, 7e, 8e et 9e étapes

  - 6eb étape du Tour de l'Avenir (contre-la-montre)
  - Grand Prix des Nations amateurs
  - 2e du Grand Prix de Belgique
  - 3e du Circuit de Campine
  - 10e du Tour de l'Avenir
- 1970
  - Circuit de Campine
  - Tour du Limbourg
  - Grand Prix de Belgique (contre-la-montre par équipes)
  - Tour de Bulgarie
  - Grand Prix des Nations amateurs
  - 3e du championnat des Pays-Bas de poursuite amateurs
  -  Médaillé de bronze du championnat du monde du contre-la-montre par équipes
- 1971
  -  Champion des Pays-Bas de poursuite amateurs
  - 7ea étape de l'Olympia's Tour (contre-la-montre)
  - Milk Race :
    - Classement général
    - Prologue et 10e étape

  - 3e étape du Tour de l'Avenir
  - Grand Prix de France
  - 1re, 2e et 15e étape du Tour du Mexique
  - Tour de Nouvelle-Zélande
  - 2e du Tour de l'Avenir
  -  Médaillé d'argent du championnat du monde du contre-la-montre par équipes
  - 2e du Tour du Mexique
  - 3e de l'Olympia's Tour
  - 10e du championnat du monde sur route amateurs
- 1972
  -  Champion des Pays-Bas des clubs
  - 1re étape du Tour du Maroc
  - Dwars door Gendringen
  - Tour de RDA
  - Tour de l'Avenir :
    - Classement général
    - 12eb étape (contre-la-montre)

  - 2e du Tour du Maroc
- 1973
  -  Champion des Pays-Bas des clubs
  - Olympia's Tour :
    - Classement général
    - 4e et 8ea (contre-la-montre) étapes

  - 8e étapes de la Milk Race
  - 6e étape des Sex-Dagars
  - 2e du Tour d'Overijssel
  - 3e de la Milk Race

### Palmarès professionnel
| - 1974 - 2e du Circuit de Flandre centrale - 2e du Circuit de la région linière - 3e du Tour de Romandie - 1975 - Champion des Pays-Bas des clubs - 2e du Grand Prix de Cannes - 1976 - Ronde van Midden-Zeeland - 2e étape du Tour des Pays-Bas - 1977 - Champion des Pays-Bas sur route - 5e étape du Tour méditerranéen - 3e étape du Tour d'Espagne - Flèche de Liedekerke - 10e étape du Tour de France - 2e de la Flèche côtière - 5e du Grand Prix des Nations | - 1978 - 5e étape de Paris-Nice - 5eb étape de l'Étoile des Espoirs (contre-la-montre) - 2e de l'Étoile des Espoirs - 1979 - Grand Prix Frans Verbeeck - 3e étape du Tour des Pays-Bas - 2e du Prix national de clôture - 2e du Grand Prix de Hannut - 3e du Grand Prix de Wallonie - 1980 - Maaslandse Pijl |  |

## Résultats sur les grands tours

### Tour de France
5 participations
- 1974 : 27e
- 1975 : 18e
- 1977 : abandon (13e étape), vainqueur de la 10e étape
- 1978 : 25e
- 1979 : 48e

### Tour d'Italie
1 participation
- 1975 : abandon (15e étape)

### Tour d'Espagne
3 participations
- 1975 : abandon (14e étape)
- 1976 : abandon (19ea étape)
- 1977 : non-partant (18e étape), vainqueur de la 3e étape

## Distinctions
- Cycliste espoirs néerlandais de l'année : 1967